# Rudolf Thurneysen
Eduard Rudolf Thurneysen (Bazel, 14 maart 1857 – Bonn, 9 augustus 1940) was een Zwitsers taalkundige en Keltoloog.
Thurneysen studeerde klassieke filologie in Bazel, Leipzig, Berlijn en Parijs. Hij promoveerde in 1879 en habiliteerde in 1882 in Jena, in de Keltologie en Latijn. Daarna doceerde hij Latijn in Jena, maar in 1887 bood men hem een leerstoel aan in Freiburg im Breisgau.
In 1909 publiceerde Thurneysen zijn Handbuch des Alt-Irischen. Hij zette na 1913 zijn werkzaamheden voort aan de Universiteit van Bonn. Bij zijn emeritaat in 1923 stond hij bekend als een autoriteit op het gebied van de Keltologie en de Oudierse taal. Thurneysen stierf in 1940. In Bonn is een lezing naar hem genoemd.